# Musaria rubropunctata
Musaria rubropunctata là một loài bọ cánh cứng trong họ Cerambycidae.